# Шарма, Рохит
Рохит Гурунатх Шарма (англ. Rohit Gurunath Sharma, хинди и маратхи रोहित शर्मा, телугу రోహిత్ శర్మ; род. 30 апреля 1987, Нагпур, Махараштра) — индийский игрок в крикет, специализирующийся в амплуа бэтсмена. Является капитаном сборной Индии по крикету во всех форматах. Двукратный чемпион мира в формате Твенти20 (2007, 2024), обладатель Трофея чемпионов (2013), двукратный победитель Кубка Азии (2018, 2023).
Шарма признан одним из лучших бэтсменов в мире, в том числе за его способность наносить шестиочковые удары и за лидерские качества. Он является праворуким бэтсменом и помимо игры за сборную Индии выступает в клубных соревнованиях за «Мумбаи Индианс» и за сборную Мумбаи во внутренних индийских соревнованиях.
Шарма в настоящее время является мировым рекордсменом по наибольшему индивидуальному результату (264 пробега) в однодневном международном матче и является единственным игроком, кто трижды набирал 200 и более пробегов. Помимо этого, он является рекордсменом чемпионатов мира по крикету по количеству сотен в рамках одного турнира (5, 2019). Шарма является рекордсменом по количеству шестиочковых ударов в международном крикете, а также по количеству шестиочковых ударов за один календарный год.
Шарма также является капитаном «Мумбаи Индианс», под его руководством клуб выиграла 5 титулов в 2013, 2015, 2017, 2019 и 2020 годах. В Индийской премьер-лиге он является одним из двух капитанов, кто сумел достичь такого результата (второй — Махендра Сингх Дхони).
Шарма является лауреатом премии Арджуны (2015) и Раджив Ганди Кхел Ратна (2020).
Помимо крикета, Шарма активно поддерживает кампании по защите животных. Он является официальным послом по защите носорогов в индийском подразделении WWF, входит в организацию «Люди за этичное обращение с животными» (PETA). Он работал с организацией PETA в её кампании по повышению осведомлённости о тяжёлом положении бездомных кошек и собак в Индии.

## Ранние годы
Рохит Шарма родился 30 апреля 1987 года в Бансоде (в городе Нагпур штата Махараштра) в смешанной семье телугу-маратхи. Его мать, Пурнима Шарма, родом из Вишакхапатнама. Отец, Гурунатх Шарма, работал смотрителем на складе транспортной фирмы. Шарма воспитывался бабушкой, дедушкой и дядей в Боривали, так как доходы отца были низкими и он не имел возможности заниматься воспитанием сына. Рохит Шарма навещал своих родителей, которые жили в однокомнатном доме в Домбивли, только по выходным. У него есть младший брат Вишал Шарма.
Шарма начал играть в крикет в 1999 году, финансово Рохиту в этом помогал дядя. После игры в крикетном лагере, тренер Динеш Лад предложил Шарме уйти из этой школы и постараться попасть в Международную школу Свами Вивекананда, где Лад также был тренером, но условия там были лучше. Шарма вспоминает: «Я сказал ему, что не могу себе этого позволить, но он предоставил мне стипендию. Так что в течение четырёх лет я не платил ни копейки и преуспел в крикете».
Шарма в ранние годы специализировался в качестве офф-спиннера, изредка играя в амплуа бэтсмена. Динеш Лад заметил его способности отбивать мячи и стал ставить его выше в очереди бэтсменов, чтобы дать возможность поиграть более открыто. Шарма преуспел в школьных турнирах по крикету, а когда дебютировал открывающим бэтсменом, сразу же отличился «сотней».

## Молодежная карьера
Шарма впервые сыграл за Западную зону на турнире Деодхар Трофи в Гвалиоре в марте 2005 года. Он был восьмым в очереди бэтсменов, смог отличиться 31 пробегом и доиграть иннингс до конца, так и не став выведенным из игры. Западная зона выиграла с преимуществом в 3 калитки, когда в запасе оставалось ещё 24 мяча. В том же матча дебютировали Четешвар Пуджара и Равиндра Джадеджа. Признание Шарме принесло его выступление на том же турнире в игре против Северной зоны в Удайпуре, когда он сумел набрать 142 пробега за 123 мяча.
Он вошёл в состав сборной Индии А и отправился играть в Абу-Даби и Австралию, а затем был включён в список из 30 возможных участников Индии на предстоящий Трофей чемпионов, хотя в окончательный состав не попал.
Шарма дебютировал в крикетном первоклассном матче за сборную Индии А против Новой Зеландии А в Дарвине в июле 2006 года. Он набрал в двух иннингсах, соответственно, 57 и 22 пробегов, а Индия выиграла с преимуществом в 3 калитки. Шарма дебютировал за Мумбаи во внутреннем турнире Ранджи Трофи в сезоне 2006/07 годов, отличившись 205 очками за 267 мячей в матче против Гуджарата. Мумбаи выиграл турнир, а Шарма сумел набрать 57 ранов во втором иннингсе финального матча против Бенгалии.
Шарма провёл всю свою первоклассную карьеру в Мумбаи. В декабре 2009 года он набрал свой самый высокий результат в карьере — 309 очков, не будучи выведенным из игры. Это случилось в рамках Ранджи Трофи в игре против Гуджарата. В октябре 2013 года, после завершения карьеры Аджита Агаркара, Шарма стал капитаном сборной Индии.

## Международная карьера

### Тестовые матчи
В ноябре 2013 года Шарма впервые сыграл в тестовом матче, который прошёл в рамках прощальной серии Сачина Тендулкара на стадионе «Иден Гарденс» в Калькутте. В игре против Вест-Индии Шарма набрал 177 пробегов, что стало вторым результатом дебютанта после Шикхара Дхавана, который набирал 187 в своём первом матче. В следующей игре Рохит Шарма набрал 111 очков, не будучи выведенным. Этот матч прошёл в Мумбаи на стадионе «Ванхеде».
Хотя Шарма не входил в тестовую команду в сезоне 2017/18 годов, он принял участие в серии игр в Австралии в 2018/19 годах после того, как был внепланово вызван в сборную. Принявший это решение М.С.К. Прасад отметил успешную игру Шармы на австралийских площадках, и принял решение вернуть игрока в сборную. Шарма участвовал в первом матче в Аделаиде, набрав в двух иннингсах, соответственно, 37 и 1 пробег. Он получил лёгкую травму, из-за которой пропустил второй матч в Перте. Он вернулся к третьему матчу, который прошёл в день подарков в Мельбурне и набрал 63 балла (не был выведен), что помогло Индии набрать 443/7 очков и выиграть как матч, так и всю серию. Шарма после третьей игры вернулся в Индию к рождению дочери.
В октябре 2019 года в третьем матче против ЮАР Шарма оформил свой 2000-й пробег и впервые преодолел отметку в 200 ранов за иннингс в тестовом формате крикета. Он набрал 212 очков в первом иннингсе. Шарма стал вице-капитаном тестовой команды Индии во время индийской серии в Австралии в 2020 году, заменив Четешвара Пуджару.
Шарма провёл успешную домашнюю серию против Англии в 2021 году. В Ченнаи индийская сборная проиграла первый матч, но во втором Шарма набрал «сотню», после чего The Guardian назвала этот результат «заслуживающим считаться одним из величайших». В партнёрстве с Аджинкья Рахане было набрано 167 очков, тогда как личный результат Шармы составил 161 пробег, в том числе 18 четырёхочковых и 2 шестиочковых удара. Индия выиграла матч с преимуществом в 317 пробегов. Шарма набрал больше всех пробегов среди индийских бэтсменов в обоих иннингсах третьего матча в Ахмадабаде, набрав 66 и 25 очков, а Индия одержала победу. Шарма завершил серию, набрав в общей сложности 345 ранов. 4 сентября 2021 года он впервые набрал сто пробегов в иннингсе в тестовом матче, который прошёл заграницей — он совершил 127 пробегов против Англии на стадионе «Овал». Помимо этого, Шарма достиг отметки в 3000 ранов в тестовом крикете.
Шарма был назначен капитаном тестовой сборной Индии в феврале 2022 года, сменив Вирата Кохли перед серией из двух матчей против Шри-Ланки. Сунил Гаваскар похвалил его лидерство, а Четан Шарма, председатель отборочной комиссии Индии, сказал: «Мы будем готовить будущих капитанов под его руководством».

### Выступления на чемпионатах мира

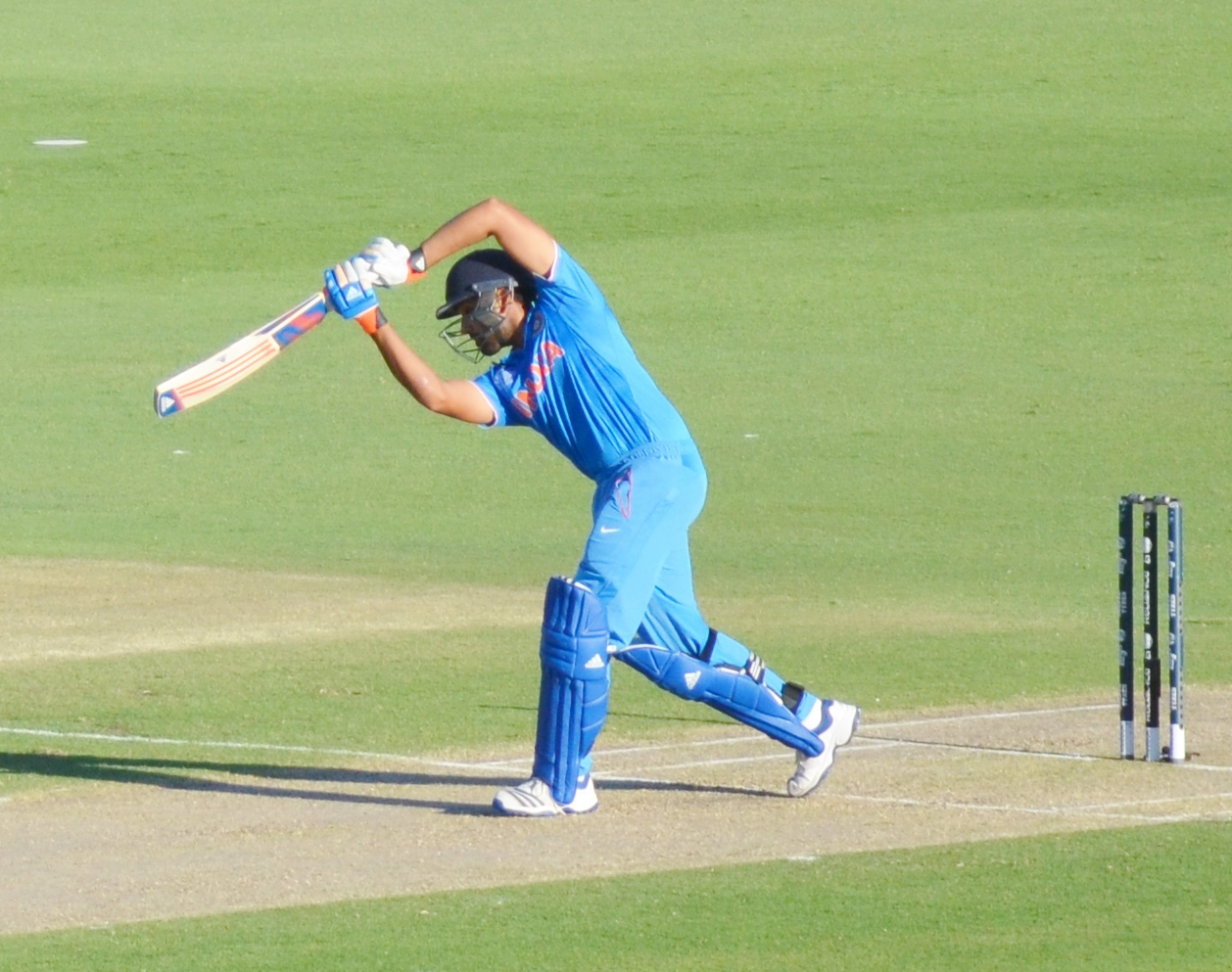
Шарма во время чемпионата мира по крикету 2015 года в Австралии

В марте 2015 года Шарма впервые принял участие на чемпионате мира по крикету. На турнире в Австралии индиец сыграл восемь матчей. Сборная дошла до полуфинала, где проиграла Австралии, которая затем стала чемпионом. Шарма набрал 330 очков на турнире, включая одну «сотню» — 137 пробегов в четвертьфинале против Бангладеш.
15 апреля 2019 года Шарма был назначен вице-капитаном сборной Индии на чемпионат мира 2019 года в Англии. В первом матче против ЮАР он совершил 122 пробега, достигнув отметки в 12000 ранов в международном крикете. В следующих играх против Пакистана, Англии, Бангладеш и Шри-Ланки индиец отличился «сотнями». Таким образом он стал первым бэтсменом, кто сумел пять раз за один чемпионат мира в пяти матчах набрать по 100 и больше пробегов. Помимо этого, Шарма сравнялся с рекордом Сачина Тендулкара по количеству «сотен» (6) во всех матчах чемпионата мира. Шарма набрал на турнире 648 пробегов, стал лучшим бэтсменом и получил «Золотую биту». Этот приз в третий раз выиграл индиец.
8 октября 2023 года состоялся первый матч Индии на домашнем чемпионате мира. Шарма стал капитаном команды в игре против Австралии, став самым возрастным капитаном индийской сборной на чемпионатах мира.
11 октября 2023 года во время матча против Афганистана на чемпионате мира Шарма превзошёл рекорд Сачина Тендулкара, в седьмой раз оформив «сотню» на чемпионатах мира. Будучи капитаном, Шарма помог выйти Индии в финал, где команда уступила австралийцам.

### Другие однодневные международные матчи
Шарма дебютировал на международном уровне в однодневном матче против Ирландии в Белфасте 23 июня 2007 года в рамках турнира Future Cup 2007. Шарма так и не вышел к бите, будучи седьмым в очереди бэтсменов, тогда как Индия победила в матче с преимуществом в 9 калиток.
Первую «полусотню» (52 пробега) Шарме удалось заработать в игре против Пакистана в Джайпуре 18 ноября 2007 года. Тогда же его включили в индийскую сборную на серию Банков Содружества наций 2007/08 годов, которая прошла в Австралии. В этой серии он набрал 235 ранов, дважды отметившись «полусотнями». В первом финальном матче в Сиднее он отбивал в партнёрстве с Сачином Тендулкаром и смог набрать 66 очков. Однако после этого его выступления в однодневных международных матчах пошли на спад, и он потерял место в средней части очереди бэтсменов. Шарма вернулся на прежний уровень в декабре 2009 года, набрав больше 300 пробегов на «Ранджи Трофи». К чемпионату трёх наций в Бангладеш Шарма был вызван в сборную вместо Сачина Тендулкара.
Шарма впервые набрал сто пробегов в однодневном международном матче в игре против Зимбабве 28 мая 2010 года (114), а в следующей игре против Шри-Ланки 30 мая 2010 года завершил иннингс, не будучи выведенным из игры, с 101 раном. В связи с тем, что в Южной Африке незадолго до чемпионата мира 2011 года Шарма сыграл неудачно, он не был вызван в национальную сборную на чемпионат мира.
Шарма вернулся в сборную к серии матчей в Вест-Индии в июне и июле 2011 года. В первом матче на «Куинз Парк Овал» он отличился 68 ранами за 75 мячей, с тремя четырёхочковыми и одним шестиочковым ударом. В третьем матче на стадионе сэра Вивиана Ричардса на Антигуа он набрал 86 ранов, которые оказались победными для Индии.
В 2012 году Шарма вновь был не в форме, набрав за весь календарный год всего 168 ранов и лишь единожды отметившись «полусотней». Несмотря на это, капитан Махендра Сингх Дхони не утратил веры в Шарму, ожидая его возвращения в сборную в скором времени. На Трофее чемпионов 2013 года Дхони принял решение поставить Шарму открывающим бэтсменом с напарником Шикхаром Дхаваном, и это принесло успех. Индия выиграла турнир, победив в финале Англию.
Шарма смог удержать хорошую форму, и позже в том же году в матче с Австралией он набрал 141 ран в Джайпуре, не будучи выведенным из игры. Затем он набрал 209 ранов за 158 мячей в Бангалоре и установил мировой рекорд по количеству шестиочковых ударов (16) в однодневном международном матче. 13 ноября 2014 года в матче против Шри-Ланки на «Иден Гарденс» в Калькутте, Шарма вновь побил мировой рекорд по наибольшему количеству пробегов в однодневном международном матче, набрав 264 рана за 173 подачи.
В декабре 2017 года Вират Кохли уступил капитанство Шарме перед матчем со Шри-Ланкой. Индия под его руководством выиграла серию со счётом 2:1. Шарма третий раз набрал больше двухсот пробегов в однодневном международном матче (208, не будучи выведенным из игры).
В сентябре 2018 года, в отсутствие многих ведущих игроков, включая капитана Вирата Кохли, Шарма привел Индию к победе на Кубке Азии 2018 года. В финальном матче была побеждена сборная Бангладеш.
12 января 2019 года в первом матче против Австралии Шарма набрал 133 пробега, но этого оказалось недостаточно и Индия проиграла в 34 рана. Этот результат стал 22-й «сотней» Шармы в однодневных международных матчах. В Дели 13 марта 2019 года в пятом и последнем матче домашней серии против Австралии Шарма набрал 56 ранов, включая его 8000-й пробег в однодневных международных матчах. Помимо этого матч стал его 200-м иннингсом в ODI. В 2019 году он набрал наибольшее количество пробегов — 1490, в том числе 7 раз отличился «сотнями».
В ноябре 2020 года Шарма участвовал в номинации на «Лучшего игрока в крикет десятилетия».
В июле 2022 года Шарма стал первым индийским капитаном, кто привёл свою команду к победам в сериях в форматах ODI и T20I в Англии. Он стал третьим индийским капитаном, выигравшим серию из однодневных международных матчей в Англии. Это событие произошло впервые с 2014 года.

### Международные матчи в формате Твенти20

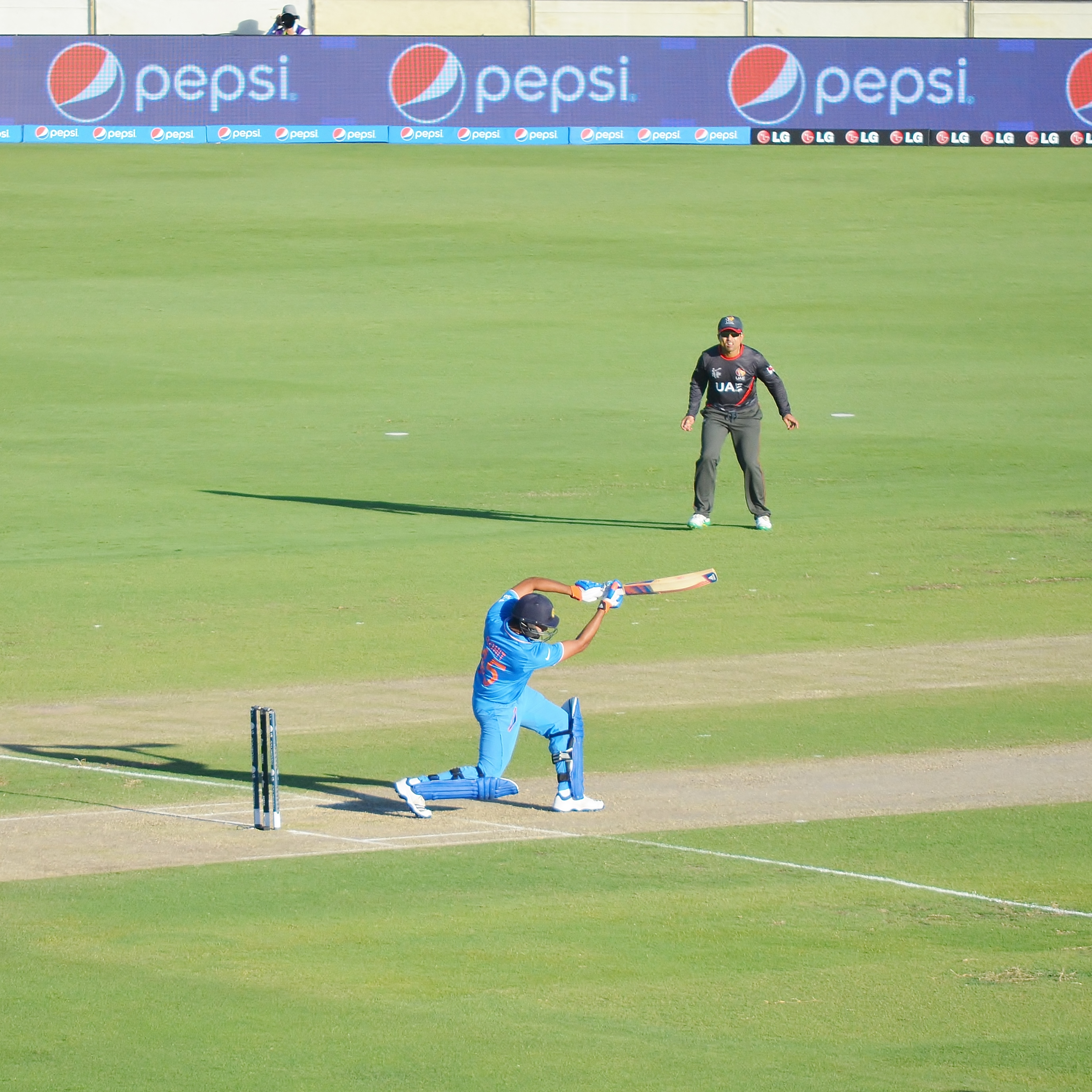
Шарма выполняет удар, за который получил шесть пробегов

Шарма был включён в состав индийской сборной на чемпионат мира 2007 года в ЮАР. Он заработал 50 пробегов за 40 подач в игре против хозяев в четвертьфинале. Это позволило Индии выиграть матч с преимуществом в 37 пробегов, а затем они победили Пакистан в финале. Тогда Шарма отличился 30 пробегами за 16 мячей.
2 октября 2015 года во время серии ЮАР в Индии Шарма набрал 106 очков в первой игре на стадионе ассоциации крикета штата Химачал-Прадеш в Дхарамсале. При этом он стал вторым индийским игроком в крикет, кто набирал «сотни» во всех трёх форматах международного крикета.
В декабре 2017 года в серии против Шри-Ланки Шарма набрал свою самую быструю «сотню» всего за 35 мячей. За весь иннингс Шарма набрал 118 ранов за 43 подачи, этот результат повторил рекорд южноафриканца Дэвида Миллера. Также эта «сотня» для Шармы стала второй в международных матчах формата Твенти20.
8 июля 2018 года во время серии в Англии Шарма стал вторым индийским бэтсменом после Вирата Кохли, совершившим 2000 пробегов в международных матчах формата Твенти20. Он стал пятым, кто добился этого результата, после Кохли, Брендона Маккаллума, Мартина Гёптилла и Шоаиба Малика. В этой же серии Шарма в третий раз в карьере отличился «сотней», что на тот момент стало повторением рекорда Колина Мунро.
В марте 2018 года, будучи капитаном, Шарма привёл сборную Индии к завоеванию Трофея Нидахас. В ноябре 2018 года в серии против Вест-Индии он в четвёртый раз отличился «сотней», став рекордсменом в международных матчах формата Твенти20.
В ноябре 2019 года в серии против Бангладеш Шарма стал первым игроком в крикет Индии кто сыграл сто международных матчей формата Твенти20.
В ноябре 2020 года Шарма был номинирован на приз «Лучшему игроку в крикет десятилетия в формате Твенти20».
В июле 2022 года Шарма стал первым капитаном, чья сборная одержала 14 побед подряд.
Шарма сыграл на чемпионате мира 2022 года в Австралии, став единственным индийским игроком в крикет, принимавшим участие во всех чемпионатах мира формата Твенти20 с момента его основания в 2007 году.
27 октября 2022 года Шарма побил рекорд по количеству шестиочковых ударов (34). Прошлое достижение принадлежало Ювраджу Сингху.
Шарма был капитаном сборной на победном чемпионате мира в странах Вест-Индии и США в 2024 году. Титул стал для Шармы вторым в карьере.

## Индийская Премьер-лига
Шарма стал играть в Индийской премьер-лиге с 2008 года, когда подписал контракт с клубом «Деккан Чарджерс» из Хайдарабада. Сумма контракта составила 750 тысяч долларов США в год. На аукционе 2011 года он был продан в «Мумбаи Индианс» за 2 миллиона долларов США. В 2012 году Шарма сумел набрать 109 пробегов, не будучи выведенным из игры, против команды «Колката Найт Райдерс». Под его капитанством клуб из Мумбаи выигрывал Индийскую премьер-лигу в 2013, 2015, 2017, 2019 и 2020 годах; они также выиграли бывшее соревнование Лиги чемпионов в формате Твенти20 в 2013 году.
Шарма является одним из самых успешных капитанов Индийской премьер-лиги. По состоянию на март 2022 года он является одним из шести игроков, набравших 5000 очков, и уступал лишь Вирату Кохли и Шикхару Дхавану.

## Стиль игры

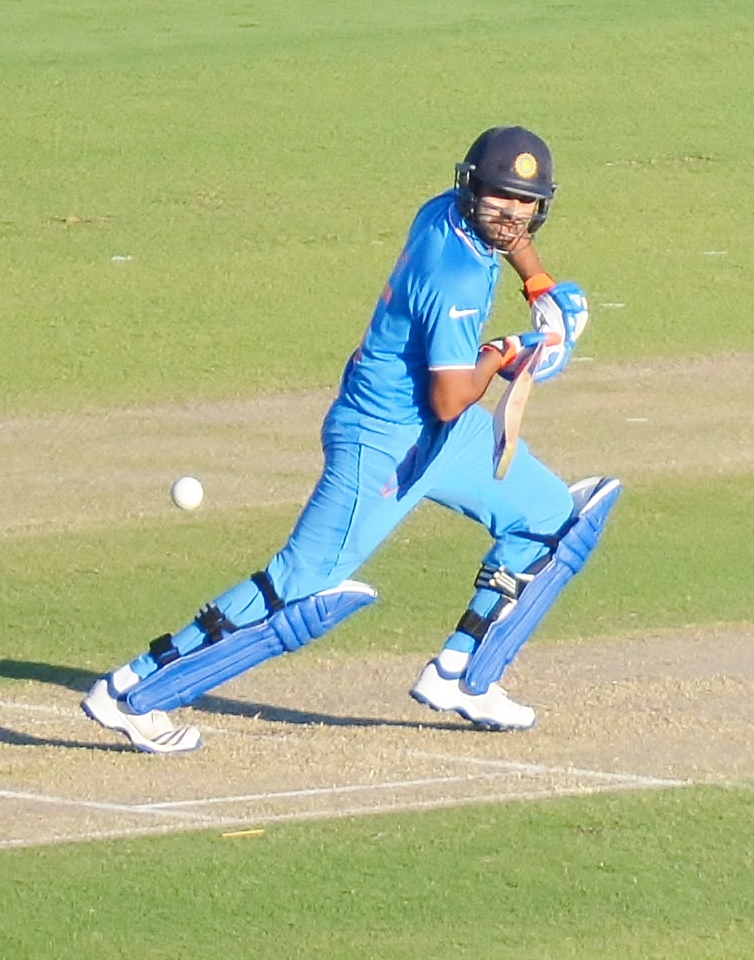
Шарма отбивает мяч на чемпионате мира 2015 года.

Шарма является агрессивным бэтсменом, в то же время он владеет свойственной только ему техникой, которую эксперты называют элегантной. В играх с ограниченным количеством оверов Шарма, как правило, является открывающим бэтсменом, хотя в тестовом крикете он занимает среднее место в очереди бэтсменов. В крикете с ограниченным количеством оверов Шарма широко известен как один из самых выдающихся бэтсменов. За его атакующий стиль игры и способность наносить удары, которые улетают за пределы площадки и приносят по шесть пробегов, его часто называли «Хитмэном».
Сунил Гаваскар считает, что стиль Шармы похож на стиль Вирендера Сехвага и Вива Ричардса. В The Times of India в ноябре 2018 года Гаваскар сказал:
Рохит Шарма - выдающийся исполнитель в играх с ограниченным количеством оверов. Как было свойственно Вирендеру Сехвагу, он является неостановимым, и как у Виру, у него есть аппетит на результаты за сотню. <...> Если Рохит сможет повторить свои подвиги при игре с белым мячом в играх с красным мячом, он станет самым разрушающим бэтсменом мира после Вива Ричардса и Вирендера Сехвага.
Хотя Шарма не играет в амплуа боулера, он умеет исполнять вращательные подачи с правой руки. При игре в поле Шарма играет на позиции slips (сборку от уикет-кипера), и всегда старается улучшать свои способности игры на этой позиции.

## Достижения
Шарма установил мировой рекорд по самому высокому индивидуальному результату в однодневном международном матче, набрав 264 очка против Шри-Ланки на стадионе «Иден Гарденс» в Калькутте 13 ноября 2014 года. Он является единственным игроком, кто трижды набирал больше 200 очков в этом формате международного крикета. В январе 2020 года Международный совет по крикету признал Шарму игроком года в играх формата ODI. Во время чемпионата мира 2019 года Шарма стал единственным бэтсменом, кто смог пять раз на одном чемпионате мира отличиться пятью «сотнями».
5 октября 2019 года во время тестового матча против Южной Африки Шарма стал первым бэтсменом, кто в обоих иннингсах своего первого матча смог набрать «сотни». В той же серии он побил рекорд Шимрона Хетмайера по наибольшему количеству шестиочковых ударов серии тестовых матчей.
11 октября 2023 года на чемпионате мира в матче против Афганистана Шарма превзошёл рекорд Криса Гейла по количеству шестиочковых ударах в международных матчах (553). Индиец после игры имел в своём активе 556 таких ударов.
14 октября 2023 года Шарма стал первым индийцем, совершившим 300 шестиочковых ударов в матчах из 50 оверов, это произошло в игре Индия — Пакистан на стадионе имени Нарендры Моди.
22 октября 2023 года во время матча против Новой Зеландии, Рохит Шарма стал первым индийским бэтсменом, кто смог 50 раз за один календарный год отличиться шестиочковыми ударами в однодневных международных матчах.

### Национальные награды

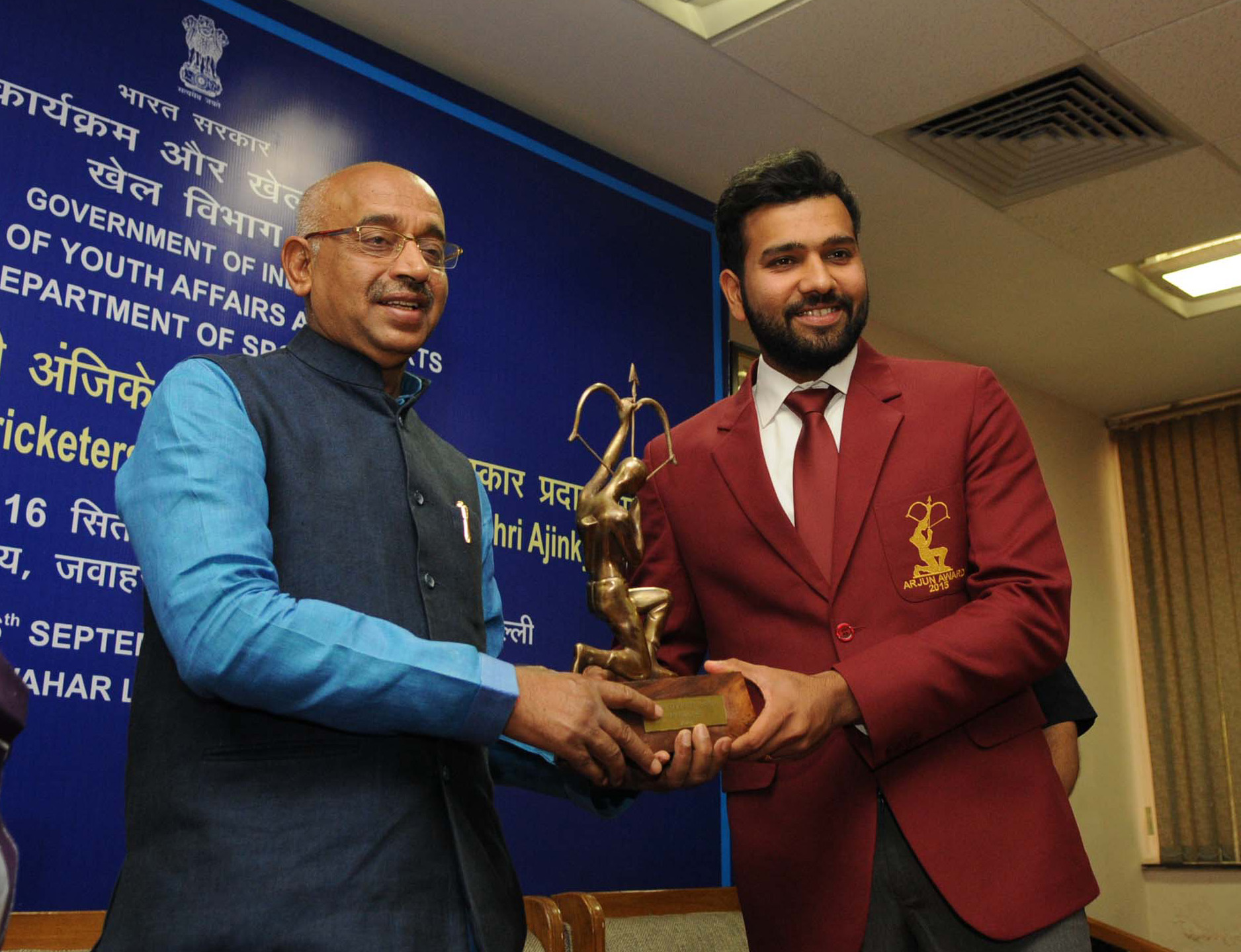
Шарма получает Премию Арджуны

- 2015 — Премия Арджуны[105]
- 2020 — Раджив Ганди Кхел Ратна[106]

### Спортивные награды
- Лучший игрок года в крикет в однодневных международных матчах: 2019[107].
- Вошёл в состав команды года (однодневные международные матчи): 2014[108], 2016[109], 2017[110], 2018[111], 2019[112].
- Вошёл в состав команды десятилетия (однодневные международные матчи): 2011—2020[113].
- Вошёл в состав команды десятилетия (матчи формата Твенти20): 2011—2020[113].
- Вошёл в состав команды года (тестовый крикет): 2021[114].

За свои достижения в серии Индии в Англии в 2021 году Шарма был признан одним из пяти лучших игроков в крикет 2022 года по версии авторитетного британского журнала Wisden Cricketers' Almanack.

## Личная жизнь

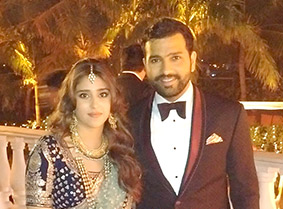
Шарма и Ритика Садждех во время свадьбы

Шарма женился на своей давней подруге Ритике Саджддех 13 декабря 2015 года. У пары есть один ребёнок, девочка, 2018 года рождения.
Шарма придерживается оволактовегетарианской диеты.

### Спонсоры
Спонсорами Шармы были или являются несколько брендов, включая CEAT и швейцарскую часовую компанию Hublot. За свою карьеру Шарма рекламировал многие другие бренды и товары, включая Maggi, Fair and Lovely, Lay’s, Nissan, энергетический напиток Relentless, назальный спрей Nasivion, Aristocrat by VIP Industries, Adidas и мобильные телефоны Oppo.

## Филантропия
Шарма занимается благотворительностью. Он особенно активно выступает за защиту животных и поддерживает различные инициативы и организации по продвижению этого дела.
В феврале 2015 года Шарма присоединился к организации «Люди за этичное обращение с животными» (PETA), чтобы поддержать стерилизацию бездомных кошек и собак. Поддерживая это дело, Шарма сказал: «Стерилизация важна, потому что я чувствую, что, если мы сможем остановить [проблему бездомных животных], то будет установлен контроль над популяцией уличных собак».
В сентябре 2015 года вместе с голливудскими актёрами Мэттом Лебланом и Сальмой Хайек Шарма присоединился к кампании по борьбе с браконьерством в Кении, чтобы спасти диких животных Африки, включая последнего выжившего северного белого носорога. Присоединяясь к кампании, Шарма сказал: «Я был членом PETA, и когда меня проинформировали об этом, я подумал, что мой долг — присоединиться к кампании по борьбе с браконьерством. Именно это привело меня в Найроби».
В ноябре 2017 года Шарма в социальных сетях заявил, что договорился с интернет-магазином о продаже чехлов для мобильных телефонов и других товаров, в которых будет использоваться его имя и 45-й номер, под которым он играет в однодневных международных матчах. Шарма также объявил в Твиттере, что все доходы от покупок будут направлены в благотворительную организацию для животных.
В 2018 году во Всемирный день носорогов Шарма был объявлен послом по защите носорогов в индийском подразделении WWF. Рави Сингх, генеральный директор WWF Индии, сказал: «Мы приветствуем Рохита в семье WWF». Приняв обязательство по сохранению носорогов, Шарма сказал: «Моя любовь к носорогам зародилась тогда, когда я впервые услышал о Судане, последнем самце северного белого африканского носорога, который умер в этом году, что привело к неизбежному исчезновению всего вида. Это разбило мне сердце. Пока мир и я оплакивали моего погибшего друга Судана, я искал лучший способ предотвратить нечто подобное, и лучший способ, который я знаю, — это повысить осведомлённость. После контакта с WWF я узнал что 82 % носорогов в мире проживают в Индии, и для меня большая честь быть послом по защите носорогов и распространять информацию, вносить свой вклад в защиту и выживание носорогов, а также помогать сделать этот мир лучшим местом для них».